# Zdenska vas
Zdenska vas (Duits: Tenndorf) is een plaats in Slovenië en maakt deel uit van de gemeente Dobrepolje in de NUTS-3-regio Osrednjeslovenska. De plaats telde 264 inwoners op 1 januari 2020.

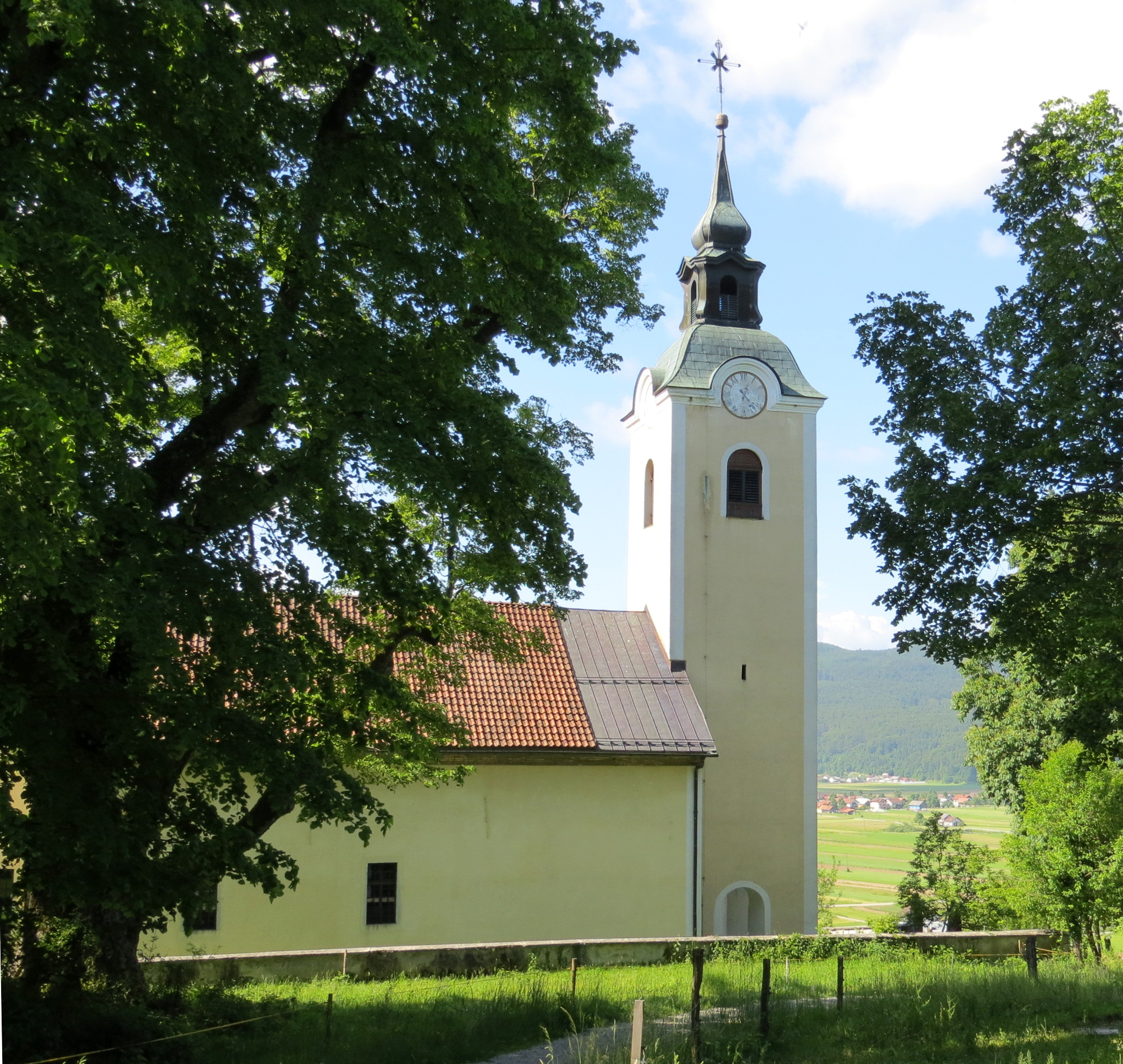
Kerk van Zdenska vas
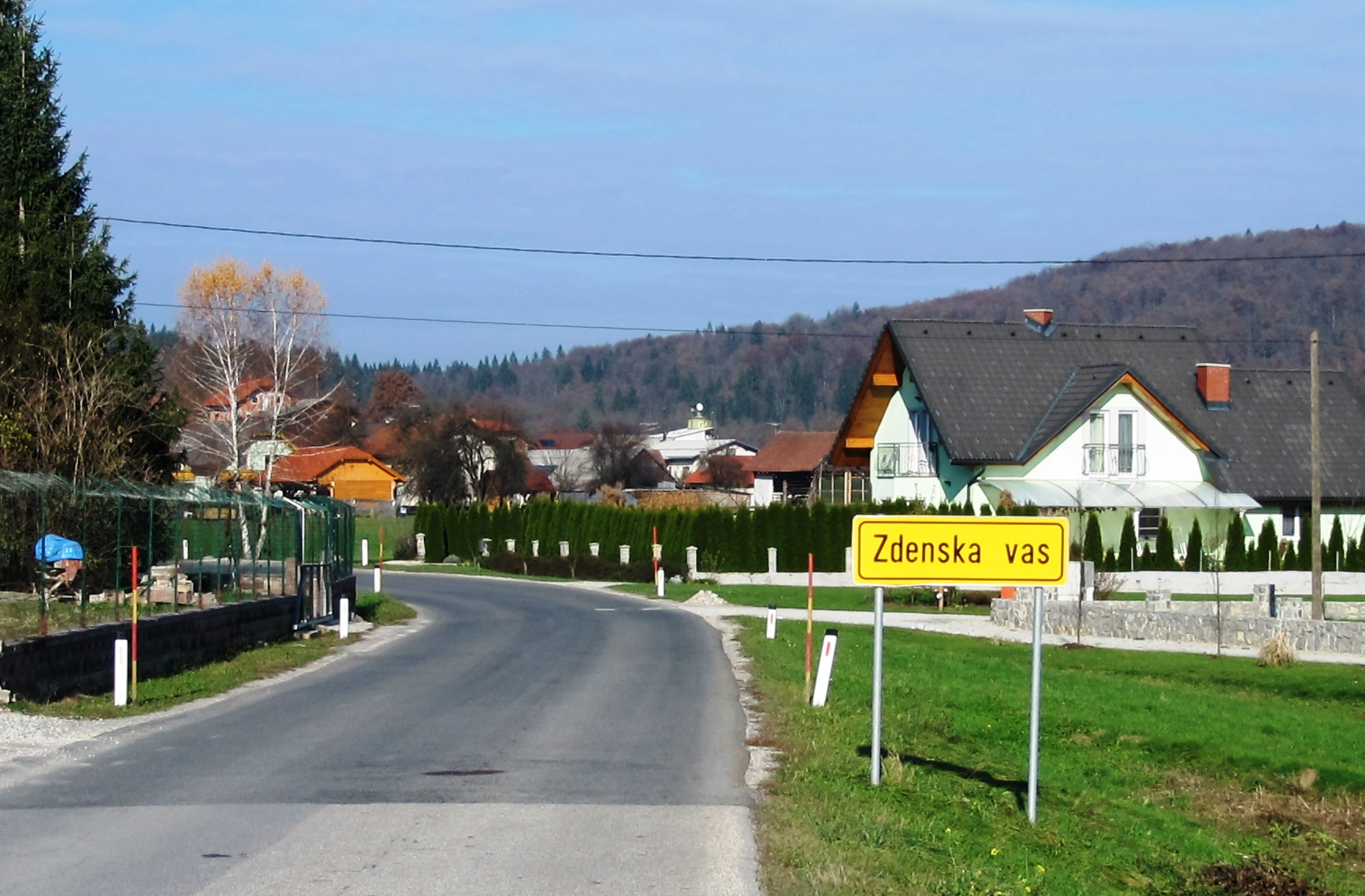
Zdenska vas